# تفریح (فیلم)
تفریح (به انگلیسی: Recreation) فیلمی کوتاه و صامت، به نویسندگی و کارگردانی و بازی چارلی چاپلین و تولید سال ۱۹۱۴ می‌باشد.

## داستان
چارلی بر سر دختری با مردی درگیر می‌شود و در این بین پای پلیس هم به میان می‌آید. در پایان چارلی، مرد و پلیس را به آب می‌اندازد و می‌خواهد با دختر برود اما دختر، چارلی را هل می‌دهد و چون چارلی هم دختر را گرفته، هر دو به آب می‌افتند.

## بازیگران
- چارلی چاپلین - ولگرد
- چارلز بنت - مردی در پارک
- هلن کرادرز - دختری در پارک
- ادوین فریزی - پلیس